# Staurocephalites balticus
Staurocephalites balticus is een uitgestorven borstelworm waarvan de positie binnen die groep onduidelijk is.
De wetenschappelijke naam van de soort werd in 1975 gepubliceerd door Eisenack.